# João Coutinho, capitão de Arzila
D. João Coutinho (c.1480 - Avril 1549), 2° Conde de Redondo. Capitão de Arzila.

## Genealogia
D. João Coutinho era filho de D. Vasco Coutinho, também capitão de Arzila, e de D. Catarina da Silva, irmã de D. João de Meneses outro capitão de Arzila. Era irmão de D. Bernardo Coutinho, alcaide-mor de Santarém, D. Margarida Coutinho (que casou com o 2° Senhor de Lavre e Estepe, D. João Mascarenhas, capitão de ginetes, D. Maria da Silva, e de D. Isabel de Castro.
Casou com Dona Isabel Henriques, filha do 1° Senhor de Lavre e Estepa, D. Fernão Martins Mascarenhas, irmã do 6° vice-rei da Índia, D. Pedro Mascarenhas e de D. Manuel Mascarenhas que depois também foi capitão de Arzila.
Teve 3 filhos:D. Francisco Coutinho, 3º conde de Redondo, Capitão de Arzila e 8°vice-rei da Índia, D. Álvaro Coutinho, comendador de Almourol, e D. Isabel Henriques.

## Carácter
O rei de Fez, Fez Mulei Mafamede, quando veio ao cêrco de 1516, disse "que se espantava sair de homem tão áspero (D. Vasco) filho tão contrário à aspereza do conde de Borba"
Sem deixar de sêr firme no exercício do poder, diz dele Bernardo Rodrigues: "em trinta anos (aliás 20), que foi capitão de Arzila, nunca saíu homem espancado de sua mão, nem injuriado de sua bôca"
Cita o mesmo Bernardo Rodrigues estas palavras do conde que reflete sua personalidade: Sendo capitão de Tânger, D.Álvaro de Abranches teve em 1532 desavença com D. Vasco Coutinho, parente de D. João e fronteiro naquela cidade. D. Álvaro quiz explicar ao conde as razões do conflito, a seu modo, e encontrou-se com ele. Ouvidas as explicações o conde respondeu-lhe: «Senhor D. Álvaro, a culpa está às vezes mais nos capitães que em quem os serve. Meu pai o conde de Borba, foi capitão de Arzila trinta anos e deu muitos mouros, ginetes, capuzes, capelares ; também teve valia com os reis, que por êle deitaram hábitos e fizeram mercês a muitos homens e, contudo, não havia quem dêle dissesse bem e lhe desejavam tirar a besta. Eu tenho tudo ao contrário, que não valho, nem posso dar uma capa velha, nem el-rei por mim fez mercê a nenhuma pessoa, ainda que lho bem mereço, e não há homem em Arzila, nem em Tânger, que não venda e ponha seus filhos por mim em cativeiro ; e isto bem, que já que lhe não posso dar o que merecem, dou-lhes palavras, que são dizer bem deles, e do que o faço uma vez sempre mais o faço e não digo mal. Esta obrigação tendes vós e essa deveis a quem dizeis uma vez bem»

## Fama
É este o conde de Redondo referido em dois passos do Clérigo da Beira, de Gil Vicente. Também Camões lhe dedicou um soneto:
| “ | Dos ilustres antigos que deixaram / tal nome, que igualou fama à memória, / ficou por luz do tempo a larga história / dos feitos em que mais se assinalaram. Se se com cousas destes cotejaram / mil vossas, cada üa tão notória, / vencera a menor delas a mor glória / que eles em tantos anos alcançaram. A glória sua foi; ninguém lha tome. / Seguindo cada um vários caminhos, / estátuas levantando no seu Templo. Vós, honra portuguesa e dos Coutinhos, / ilustre Dom João, com melhor nome / a vós encheis de glória e a nós de exemplo. | ” |
|   | — Rimas , Luis de Camões. |   |

«Era tanta sua conversação, nobreza, umanidade, que todos desejávão viver e estar debaixo de sua governança e mando». «Muitas poucas vezes temos visto, nem ouvido, ser homem bom e capitão bom, senão neste valeroso capitão».«Foi o mais eicelente capitão de nosos tempos, asi pera os seus como pera os imigos».
Bernardo Rodrigues fala do "mar oceano" dos seus feitos.
Quando foi a Portugal em 1523, passando de Almada a Lisboa, o Tejo "encheu-se de barcos e estes de fidalgos que o foram ver e acompanharam até desembarcar no Terreiro do Paço. De Cádiz a Sevilha foi festejado como príncipe poderoso". Mais tarde, em 1535, na tomada da cidade de Tunes, o imperador Carlos V, numa fase do ataque, tendo junto de si o nosso infante D. Luís, disse para êle:«Quem nos dera aqui o vosso conde do Redondo com suas duzentas lanças, para ser capitão e mandar estes ginetes»

## "Industrioso nas cousas da guerra" e da paz
No cêrco de 1516 inventou "certa carreta e certo barco armado que muito bom serviço prestaram nele"
Criou "uma bolsa para ajudar os moradores de Arzila que perdessem os seus cavalos a comprar outros (...) cada homem de cavalo dava por ano um tostão o o conde dez cruzados ; mas o fundo principal eram 20.000 reais que dava cada ano el-rei, a seu pedido."
criou um serviço de escutas ou espias do campo.
"sabia poupar a vida dos moradores. Dizia que mais queria não têr vitória que arriscar um só morador".
Quando o rei de Fez, com suas forças muito numerosas, vinha a Arzila, "não tinha a loucura de querer "pendencia com ele. Dizia com ironia, que a el-rei se devia ter acatamento quando honrava os nossos com sua real presença."

## capitania interim
D. João Coutinho foi capitão de Arzila em 1501, porque seu pai têve que ir a Portugal, mas logo deixou seu tio D. João de Meneses substitui-lo, por sêr muito novo.
Voltou mais tarde para Portugal, onde casou.

## Segundo cerco de Arzila (1509)
Depois do cerco de Arzila de 1508 (cf. D. Vasco Coutinho), em que a vila esteve quase a caír, D. João foi outra vez para Marrocos. Diz Bernardo Rodrigues:
"E dos primeiros que com o conde fôrão foi D. João Coutinho, seu filho, que depois foi o afamado conde de Redondo, de quem os caminhos e barcas andão cheias dos seus grandes feitos, e ditos, que em Portugal estava ao tempo que os mouros em Arzila entrarão, casado com Dona Isabel Anríquez, filha do capitão de jinetes, Dom Fernão Martinz Mazcarenhas [D. Fernão Martins Mascarenhas, 1º senhor de Lavre e Estepa]."
Pouco tempo depois, D. João de Meneses primo de D. João Coutinho, foi atacado por um leão na Ribeira de Bugano. Chegou então D. João, "com a voz alta e à mão tinente deu com a lança d'alto uma mortal ferida ao lião, dizendo primeiro «Alarga vilão !» mas não ficou sem a paga, porque o feroz e real lião (...) lhe lançou a mão em uma perna e abrindo-lh'a até baixo". Chegarem entnao os outros homens e a fera fugiu. D. João de Meneses morreu pouco depois, e D. João Coutinho, curado por "mestre diogo, por ser o milhor cerujão de seu tempo"vindo de Tânger, sobreviveu, mas "todavia, ficou eivado da perna, pola muita carne que dela faltou".
O ano seguinte, de 1509, a vila é cercada pelo rei de Fez Mulei Mafamede. Pouco antes tinha chegado a mulher de D. João, e no primeiro dia do cerco chegou a caravela "carregada de fato e frasca dele e de sua mulher ":
"Neste primeiro dia chegou uma caravela d'Alcacer do Sal, carregada de frasca e fato de Dom João Coutinho, (...). Dona Isabel [sua mulher] já era em Arzila, que avia ido por terra, e a frasca e fato com outras muitas joias e peças ricas, que sua mãe Dona Violante Anriquez lhe mandava, tudo ia em aquela caravela com algumas pessoas do serviço de sua casa ; e entrando no arrecife, vendo a praia cheia de mouros e muitos que se deitavam a nado ao navio, o mestre, deitando duas ancoras, se meteo na barca com os marinheiros e mais gente que trazia, e se foi à porta da Ribeira, ficando o navio (...) sem gente. Os mouros vendo o navio desemparado de gente, cortando-lhe as amarras, dérão com ele à costa (...). De modo que muito bem o podião ver das janelas do conde e do muro tirar da caravela todo o fato e frasca, que avião dado em casamento ao conde".

## Primeira capitania
O seu pai voltando definitivamente para Portugal, D. João sucede-lhe na capitania de Arzila, em Janeiro de 1514:
"Tanto que o Conde de Borba, Dom Vasco Coutinho, foi embarcado e partio pera Portugal, leixando todavia a condessa sua molher [D. Catarina da Silva] e suas filhas e Dom Bernardo seu filho em Arzila, com muita alegria e contentamento de toda a vila foi recebido e obedecido Dom João Coutinho, seu filho, por capitão  ". Os alcaides vizinhos mandam-no cumprimentar.

### Amame e Ruço Rodado
Pouco tempo depois, em 22 de Fevereiro de 1514, desbaratou os alcaides cide Hamete Laroz de Alcácer Quibir, Alharte de Jazem e Amin de Larache no "Porto das Pedras". Foram 44 mouros cativos, "e fôrão mortos neste desbarate passante de dozentos e cincoenta de cavalo (...) Érão os nossos cento e corenta ou cento e corenta e quatro de cavalo ; os mouros afirmão que erão novecentos ou mais"."Tomaram-se noventa e oito cavalos (...) Ouve nestes cavalos muitos e mui estremados jinetes das pessoas dos alcaides".
Tinha sabido D. João da vinda ao Farrobo (perto de Arzila) de cide Zião Alcocé (ou Alaroce, Alarose, próximo parente do alcaide de Alcácer, Laroz), xeque de Benabiziquer:
Este tinha creado dois "poldros irmãos, os quais saírão muito grandes e fermosos cavalos, e à fama deles Mulei Naçar [irmão del-rei de Fez, e "o mór imigo do nome cristão e o mais cruel homem do noso tempo, mandando o reino e sendo mais temido que el-rei"] l'hos mandou pedir, mas cide Zião se escusou de lh'os dar, dizendo que eles serviam na fronteira dos cristãos, e que neles esperava fazer muita guerra ; e sobre estes recados pasárão alguns dias". Mas ao cabo Cide Zião teve que vir ao Farrobo para provar o que dizia e levando "os dous cavalos, dos quais era um deles Ruço Rodado e outro Amame." Aí Dom João, "saio e pondo a lança em cide Zião o lançou fora da sela muito mal ferido (...) e logo o seu cavalo Ruço Rudado ficou antre os nossos, e asi o fez o Amame, em que um sobrinho seu vinha, que logo foi morto e pasado de muitas lançadas".
Afinal Cide Zião foi morto nessa jornada. Diogo do Soveral, almoxarife d'Arzila comprou esses dois afamados cavalos, e trouxe-os a Portugal, "e o Amame deu a el-rei Dom Manoel, e o Ruço Rodado deu a Dom Nuno Manoel, por naquele tempo ser senhor de Salvaterra, e ele ter certos moios [moios de terra] em Coruche".
Mais tarde encontramos de novo este cavalo em Marrocos, pertencendo a Diogo Botelho: foi morto no cerco de Arzila de 1516 e enterrado junto do baluarte dos frades de S. Francisco de que Diogo Botelho era capitão.

### Pero de Meneses, Gonçalo Vaz, e Diogo da Silveira, mouriscos
Muito concorreram ao governo de D. João os tres "mouriscos" (mouros convertidos ao cristianismo) ao serviço de Arzila, os almocadéns (o almocadém dirige almogavérias, nome que dá Bernardo Rodrigues às "entradas" aos campos e aldeias dos mouros pelos cristãos, e aos campos potugueses pelos mouros ) Pêro de Meneses e Gonçalo Vaz, que já serviam na capitania de D. Vasco, e Diogo da Silveira, que o serviu na sua segunda capitania. Estes apenas são conhecidos por esses nomes por serem os nomes que recebiam de seus padrinhos, uma vez que se tornavam cristãos.
Pêro de Meneses, cujos feitos foram contados por Mestre António, pai de Bernardo Rodrigues nas "Cavalgadas e boas entradas que fez Pero de Meneses, almocadém de Arzila", ou "livro das cousas de Pêro de Meneses", livro que D. João Coutinho recolheu, depois da morte de mestre António, por "seus muitos serviços teve o hábito de Cristo, a-pesar-de mourisco. Era homem sisudo e calado." Morreu no "desastre de D. Manuel de Meneses em 1523".
Gonçalo Vaz, era "natural da serra de benagorfate, e muito travêsso e brigoso, e por isso andou homiziado de umas e outras serras vizinhas, benamares, Benarroz, Farrobo (...) Namorado de uma mulher muito fermosa, de Benarroz, fugiu com ela" e trouxe-a Arzila, onde se fez cristão, e ela acabou por fazer o mesmo tomando o nome de Maria Dias. Nas suas almogavérias obteve muitas vitórias e tornou-se abastado, mas "no fim de Abril de 1516, veiu el-rei de Fez mais uma vez pôr cêrco à vila". Enviado pelo conde para dar numa quadrilha, Gonçalo Vaz, de noite caíu duma rocha abaixo e quebrou uma perna. Partido para Tânger para se tratar, nada lhe valeu e "para andar lhe era necessária uma muleta". Quiz logo voltar a Arzila e apesar de todos os conselhos dos seus companheiros e capitão, embarcou numa caravela "passageira" (não armada), que ia para Arzila. A caravela foi atacada e Gonçalo Vaz prendido. Os outros que eram cristãos foram cativos, e a maior parte, depois resgatada, mas "aquele que renegou a sua fé e se pôs ao serviço do infiel só com morte afrontosa pode espiar o seu crime". Foi levado a Tetuão, em presença do seu alcaide Almendarim. este "mandou fazer uma grade e metê-lo dentro, atado e aspado, de modo que se não podia bulir". "E posta a grade no meio da praça ou mercado" todos os habitantes e mouros de outros lugares vinham ou "cuspir-lhe uma afronta ou exercer violência". Afinal arracaram-lhe com tenazes os dentes lábios, língua, unhas, carnes, etc. Apenas lhe deixando os olhos para "que visse os tormentos que lhe davam". Morreu ao cabo de dois dias. Seu irmão mais novo, que ele tinha trazido a Arzila, e que também se tinha feito cristão, "tirou crua vingança dos mouros desde então ; não lhes poupava a vida", mas também foi tomado em Junho de 1524, "e levado à presença de el-rei (de Fez) êste mandou-o queimar vivo, não obstante o capitão (D. João) dar por êle em mouros e em dinheiro quanto el-rei quisesse pedir, e fazer valer a pouca idade do moço quando se converteu à nossa fé"(14 a quinze anos).
O "grande e muito afamado Diogo da Silveira", tornou-se cristão em 1525, depois de sua mulher e filho terem sido cativados pelos de Arzila, durante a capitania de António da Silveira. Quando Bernardo Rodrigues escreve os seus Anais de Arzila, aínda se encontra vivo, e diz dele o cronista: "Deos trouxe Diogo da Silveira em busca de sua molher e filho, com a qual vinda veio toda a filicidade e boa ventura, e com sua vinda começou levantar cabeça, trazendo presas de mouros, mouras e gado, com que a vila tornou em sua prosperidade, crecendo em jente de cavalo e em abastança, como se logo verá começando de sua vinda e grandes feitos e de sua pesoa e calidade, e certo que, ainda que é vivo, se pode sem alguma lijonja louvar".

### Tomada de Tintais (1515)
Arzila estava em grande necessidade de gado. D. João quiz provê-la, e determinou saltear Tintais, que era uma aldeia segura dos mouros por se encontrar muito perto de Alcácer. Decidiram fazer isso de noite, com 250 de cavalo, Pero de Meneses sendo almocadém. Partiram com pouca chuva. Conseguiram o que quiseram trazendo grande presa, mas agora a chuva era muito grossa e cerrada. Chegados ao ribeiro que à ida estava seco, a água "dava pelas acítaras dos cavalos". Mais longe a água da ribeira que deviam atravessar "ia por cima das árvores". Enquanto isso se passava Alcácer teve notícia do saque e os mouros perseguiram os portugueses. Mas como julgaram que os de Arzila não podiam têr ousado isso sem têr ajuda de Tânger, não ousaram atacar o conde, que têve tempo de ir até à Ponte que "acharão descuberta, mas a ribeira vinha tão cheia que, sendo os olhos da ponte cheios, trasvertia por fora". Uma vez os portuguezes do outro lado o alcaide de Alcácer nada mais podia fazer e D. João Coutinho aproveitou para fazer descançar sua gente, e os cavalos e gado comerem as hervas. Ficaram assim até meio dia, e só o dia seguinte pela manhã chegaram a Arzila. "Esta cavalgada ficou em muita fama e pôs grande espanto nos mouros, por se fazer tão perto de Alcácer e não ir nela mais que a gente de Arzila".

### Cerco de Arzila de 1516
O cêrco, pelo rei de Fez Mulei Mafamede, que havia pouco obtivera grande vitória sobre os portugueses em São João de Mamora, e com isso, muito despojo, cativos e bombardas, começou a se instalar em 20 de Abril. Mas já D. João, prevenido, tinha tomado medidas, mandando "limpar a cava" e pedindo ao feitor de Andaluzia "que o provesse de carvão, cal ferro e madeira etc.,tudo sem alvorôço, para não assustar". Depois "mandou que uma carreta da sua invenção, em que pôs um berço com seu bombardeiro e era puxado por dois homens, que a levavam onde havia necessidade, estivesse sempre prestes para saír e surpreender os mouros"... e da mesma forma mandou um barco dos de pescar, com dois berços a vigiar no mar.
A vila foi cercada "de mar a mar" segunda feira 30 de Abril. Com o rei de Fez estavam os famosos alcaides Barraxe e Almendarim, e "cõ cem mil homens de peleja, em que entravão trinta mil de cavallo".A "luta travou-se furiosa de uma e de outra parte". Chegada a notícia do cêrco a Portugal, "veiu do Algarve o Capitão de ginetes [e 2° Senhor de Lavre e Estepe], D. João Mascarenhas, cunhado do conde, e o irmão dele D. Nuno Mascarenhas". O feitor de Andaluzia (Nuno Ribeiro) mandou 200 homens. Vieram também muitos cavaleiros de Cádis, Xérez, e do Porto de Santa Maria. quinze dias depois do cêrco vieram do Algarve 12 caravelas, com "Rui Barreto, provedor do Algarve, e Garcia de Melo com 500 ou 600 espingardeiros e bésteiros". E no dia 1 de Junho, dia do Corpo de Deus, chegou de Lisboa a armada de Diogo Lopes de Sequeira [futuro governador da Índia]; de mais de 30 velas, que fez perder aos mouros a esperança de render a vila ; e por isso, no dia 3 do dito mês, levantaram o cêrco, indo el-rei para Fez e os alcaides para suas casas, cansados e de ânimo quebrado".

### Tomada de Agoní
Depois do cêrco, o conde "quis mostrar aos mouros que não ficara quebrado da pancada de el-rei de Fez". Em fins desse ano de 1516 Foi por isso tomar Agoní, na serra de Benagorfate. Mas os mouros das outras aldeias acudiram rapidamente e mataram dois portugueses de cavalo. A presa foi apesar disso importante: "30 almas e muito gado grosso e meúdo". "Esta tomada de Agoní pôs muito mêdo nas outras aldeias da serra de Benagorfate, de maneira que fez despovoar algumas delas".

### Rio Doce
Perto de Arzila encontrava-se o rio Doce. Em 1520, apesar da presença nos arredores do rei de Fez, de que foi prevenido D. João pela artelharia de Tânger, alguns homens foram se banhar aí e lavar os cavalos. O alcaide Amelix surpreendeu-os, mas conseguiram recolher-se, nus, para Arzila.

### Campo de Mençara (1520)
Estando em Arzila o capitão geral duma Armada do Estreito que devia impedir as atividades corsárias de Barba Ruiva, D. Pedro Mascarenhas (futuro Governador da Índia), decidiu D. João, seu cunhado, de "correr" ao Campo de Mençara, que ficava de outra parte da serra de Benamares. "A subida da serra foi muito trabalhosa (...), cortando paus, braços de sobreiros e de carvalhos, (...) com grande dano dos cavalos que caíam muitas vezes nos corgos e ribeirões. Nesta subida gastaram grande parte do dia." E quando chegaram alegraram-se muito os homens. D. Pedro não percebia isso dizendo que "donde mais certo está o perigo se alegram"; e: Se tomais os mouros "com êste trabalho, digo-vos que os não quero, nem cobiço vossa capitania".
Fizeram uma grande presa de mais de 30 almas, 400 cabeças de gado vacum e 1000 do meúdo.
O medo foi tão grande nos mouros da região, que "muitos deles, deixando suas casas, foram povoar uma aldeia a que deram o nome de Benamares, da outra parte do rio de Larache, entre esta cidade e Alcácer Quibir".

### Campo de Alcácer (1521)
Em 1521 houve grande fome em Marrocos, o clima fez que a terra pouco produziu, e os mouros até se vendiam entre parentes. D. João foi acometer o campo de Alcácer Quibir, coisa que os mouros nem podiam imaginar. Pediu a D. Henrique de Meneses, capitão de Tânger, se o queria acompanhar, mas este não podia. Fez seu intento, e perseguido pelo alcaide, conseguiu voltar a Arzila com grande presa, 2000 cabeças de gado e 48 almas. "Foi muita mercê de Deus esta grande presa, porque à falta de pão (...) a vila fartou-se de carne, e comia carne em vez de pão".

### APesteem Arzila
O ano de 1522, depois da fome, veio a peste em Marrocos. O conde tomou muitas precauções, e não aceitava nenhuma "cáfila de mercadores, nem suas mercadorias", e prohibiu as almogavérias. Mas "sete ou oito moradores" deixaram-se ficar de noite fora da cidade, e "tomaram três mouros e oito bois". Ao outro dia chegaram aos muros da cidade e festejaram a sua presa, comendo e bebendo. Depois como o conde não os queria receber disseram que iam para Tânger. O condo mandou-os prender, queimar os vestidos de todos, e lavar com a água do mar aos mouros. Depois fê-los entrar a dormir com os outros, por que se dizia que nas serras donde vinham não havia peste. Mas os mouros tinham realmente a peste, e comunicaram-na à cidade. Em 12 de Janeiro morreram os primeiros da maladia que atingiu a maior força em Março, com 20 a 25 mortos por dia, vindo a desaparecer em Junho. Em fevereiro, o conde aproveitou-se então da visita duma caravela de Lisboa, para "embarcar para Tavira a condessa e seus filhos. Seguiram o seu exemplo muitos mercadores e outros moradores". Entre "Fevereiro e Março desembarcaram em Tavira mais de 500 pessoas, mulheres e crianças." a condessa ficou alojada "na Renilha e as outras mulheres na ilha dos cães".
No dia de S. João, a peste acabada D. João foi visitar os moradores, e fizeram então uma grande festa. Depois voltaram as mulheres que "chegaram à vila na entrada de Setembro".

### Morte de D. Manuel de Meneses
Em Abril de 1522, morreu o pai de D. João, D. Vasco Coutinho, em Portugal, e por isso D. João decidiu ir a Portugal. Deixou como capitão de Arzila D. Manuel de Meneses, seu sobrinho, em Abril de 1523, mas este pouco tempo depois foi morto com muitos outros moradores, por gente do rei de Fez.
Acudiram então à vila, muitos portugueses e espanhões, até que Garcia de Melo, alcaide-mor de Castro Marim e anadel-mor dos bésteiros, chegou do Algarve com sua armada de 600 homens.
Quiz este mandar em tudo, mas não lho permitiram e quem governou a vila até o regresso de D. João, em fins de Setembro, foi Fernão Caldeira, contador de Arzila.

### Falsa notícia da perda de Arzila
Como já dissemos João Vaz, irmão de Gonçalo Vaz, foi mandado queimar vivo pelo rei de Fez, Mulei Mafamede, apesar das ofertas de D. João. Isso aconteceu no mês de Junho de 1524, quando o rei veio correr a vila, "para fazer gazua, por alma do seu irmão, Mulei Naçar, senhor de Mequinez, recém-falecido". Os mouros queriam queimar os "pães" das hortas que os portugueses tinham em redor da povoação. "Andava fora uma quadrilha de oito almogáveres" e dela fazia parte João Vaz. Foram tomados, e toja a gente sabia o que significava para João Vaz.
Mulei Abraém apenas obtêve do rei que o não fizesse queimar à vista da vila. Depois, à tarde foi visitar o conde. Este, apesar de muito ressentido, aceitou esta visita por saber que se "estivesse no poder de Mulei Abraém dar-lhe a vida êle lha daria".
Veio então o alcaide com apenas seis de cavalo e desarmado, e o conde fez o mesmo, e assim passearam a conversar. "Disse-se que entre êles viera incógnito o filho de el-rei e outras pessoas principais desejosas de vêr de perto o capitão de Arzila, tão afamado entre êles."
No dia seguinte, sábado, dia de S. João, o rei de Fez partiu para Tânger, continuar sua obra de destruição, mas o capitão Duarte de Meneses, o d'Évora avisado pelo conde, "os moradores recolheram os pães a tempo e os mouros ficaram frustrados." Mas antes disso, o rei e seus cavaleiros quiseram vêr a vila de Arzila "por de fora". Mulei Abraém pedui a autorização ao conde que aceitou. Vieram então "os cavaleiros em muito grande número, talvez mais de 4 000 de cavalo, e rodearam tôda a vila a examinar o muro e a cava." Alguns (que falavam portuguez ou espanhol) até gracejaram com as mulheres, porque todos os moradores estavam à janelas ou sobre os muros.
Chegou então uma nau francesa, mas quando a sua tripulação vio a "praia cheia de gente que parecia entrar e sair da vila livremente" pensou que a vila estava em poder dos mouros, e voltaram anunciar a notícia para Ceuta, e depois Tânger:"A nova correu veloz e logo alvoroçou os lugares de Andaluzia. Felizmente, o conde, vendo ir a nau, suspeitou do engano, e mandou após ela um barco a Tânger que desfez a má nova."
Pouco mais tarde, o conde tendo assuntos a por em ordem em Portugal, pediu ao rei D. Manuel, "que lhe mandasse para ser capitão António da Silveira, parente da condessa sua mulher". Assim foi feito e D. João deixou a vila em 1° de Maio de 1525.

## Segunda capitania (1529-1538)
Em 1526 morreu o grande inimigo dos portugueses o rei de Fez Maomé Bortucali ou Mulei Mafamede. Sucedeu-lhe seu filho Amade Uatassi, com a ajudo do seu amigo Mulei Abraém. Este apesar de lutar contra os portugueses, era como se viu, também amigo de D. João.
D. João voltou a Arzila em 29 de Setembro de 1529, e depois de António da Silveira se ter embarcado para o reino, em 10 de Outubro de 1529, começou a governar a vila. Então vieram cumprimentalo D. Duarte de Meneses, o d'Évora, capitão de Tânger, assim como os representantes do Alcaide de Alcácer, e do Senhor de Mequinez, cunhado do rei, "justiça maior do reino" (Mulei Abraém), que lhe ofereceram cada um dois formosos cavalos.

### Tomada de Algorfa, e de Mençara
D. João, acompanhado de D. Duarte, capitão de Tânger, tomou Algorfa que se encontrava perto de Alcácer, em 12 de Maio de 1530. Aqui se assinalou D. Francisco Coutinho. A presa foi muito importante:"e foi tanta a carne que a arroba valia um tostão e no açougue dois reais e meio".
Em 1531, depois do desastre em Tânger, com a morte dos filhos do capitão D. Duarte, vieram muitos fidalgos de Portugal acudir a Tânger. Depois, quiseram aproveitar dessa estadia em Marrocos para tomar Alcácer, e foram por isso hospedados em Arzila. Eram 700 de cavalo. Mas afinal contrariamente ao conde, D. Duarte estimou que nesse tempo o seu propósito não podia ser bem sucedido, e tornaram-se para Mençara, que ficava muito longe, e que afinal ficou de muito pouco proveito: "A presa deste ajuntamento não chegou a pagar as perdas, por nos rebentarem alguns cavalos e emmanquecerem outros, da corrida ser grande, perto de duas legoas. Este ajuntamento foi o de mais fidalgos que no campo de Arzila fôrão juntos, em setenta e oito anos que foi de cristãos, da tomada d'el-rei Dom Afonso até a deixar el-rei Dom João o terceiro."

### Benjija
Benjija, alcaide de Jazém, casando sua filha com Mulei Omar Abdesalam, alcaide de Xexuão por seu irmão, o famoso Mulei Abraém, quiz "de caminho de Jazém para Xexuão cometer algum feito que propiciasse êsse casamento. (...) Arzila foi o seu objectivo". Vinham com ele "Caroax, xeque dos Alarves, cide Alexacorão, irmão do alcaide da alcáçova de Fez, e cide Naçar, alcaide de Larache, sendo o número da gente para cima de 1.800 de cavalo". Entraram no campo de Arzila, num dia em que D. João regressou de uma corrida a Alião, sem fazer nada. O dia seguinte, 13 de Setembro de 1532, Benjija "amanheceu no Xercão, junto da vila" e têve notícia do estado dos portugueses, cansados. D. João, quando têve sinal da presença dos mouros, pensou que era o alcaide de Alcácer, por sêr o mais próximo dos que habitualmente os atacavam. Decidiu de saír ao encontro. Enviou o adaíl na dianteira, mas que não travasse batalhe antes que chegasse, e mandou buscar a bandeira de Cristo à vila. Todos queriam ir à frente, mas D. João lhes disse:
«Senhores e amigos, até agora todos falastes e cada um disse seu parecer, e todos quereis vamos pelejar com estes mouros : o que vos peço e encomendo é que não haja homem que fale, nem se ponha ante mim, nem se atravesse diante, para que o veja, pois muito bem conheço a todos e sei que o que fica de tràs deseja ir diante : e vos lembro que êste é o alcaide de Alcácer e a mesma gente, o mesmo caminho em que não há muitos anos que mataram nossos pais, irmãos e amigos, sendo trinta para cada um, e eu confio em Deus êle nos dará a vitória (...)». Mandou o mourisco Diogo da Silveira, almocadém, "que guiasse o alferes, e junto da bandeira ordenou que fosse seu filho, D. Francisco". Os mouros muito numerosos já perseguiam o adaíl, quando D. João chegou e atacou, "de modo que todos, mouros e cristãos de  mistura, deram na batalha e bandeira do alcaide e, rompendo a sua gente, a puseram em completo desbarate". Perseguindo os mouros certos portugueses foram muito longe do lugar da batalha, como D. Francisco, filho do capitão, "o qual depois o repreendeu àsperamente". O despôjo foi muito grande.
Durante a Batalha Bernardo Rodrigues tomou a bandeira do alcaide, e orgulhoso a pôs à sua porta ; "e não houve homem nem mulher que não fosse vêr o seu troféu e dar-lhe parabens do seu feito". Também aconteceu que o alcaide Benjija foi jugado morto ou perdido. Afinal encontraram-no sozinho com a lança dum portuguez. Mandou à vila um recado, pedindo que o portuguez que o tinha atacado e a quem, defendendo-se, pegou a lança, o escrevesse e assinasse para que o rei de Fez não pensasse que tinha fugido. Assim foi feito, o portuguez sendo um criado de D. João, e este certificando que o alcaide tinha lutado "como um lião".

### ferimento
O alcaide Benjija voltou menos de três meses depois, desta vez com o alcaide de Alcácer e Mulei Abraém. O dano foi pequeno mas o conde foi ferido por uma seta. Tratou-o o doutor Duarte Rodrigues, irmão de Bernardo, que este foi buscar a Fez onde estava por têr sido chamado là para tratar a mulher de Mulei Abraém, Leleaxá (ou Lala Aixa), irmã do rei Amade Uatassi.

### Tratado de paz (1538)
Marrocos estava vivendo um período de transformações. O rei de Fez já pouco poder tinha sobre Marrocos, eram os Xerifes (o irmãos Amade Alaraje e Maomé Axeique) que estavam a impor-se. O rei de Fez pensou então fazer pazes com o rei de Portugal: "era um inimigo a menos".
O tratado de paz foi negociado por de uma parte Mulei Abraém e da outra D. João Coutinho. O acordo foi assinado sobre o rio doce, perto de Arzila, que separa os "dois reinos"."Êste acordo dizia que por tempo de onze anos haveria paz entre os dois reinos (e o imperador)". Foi esta tratado pouco respeitado.

## Portugal
Partiu-se então (em 7 de Outubro de 1538) D. João para Portugal, onde viveu como conselheiro de Estado. Morreu em Abril de 1549. Bernardo Rodrigues diz que foi a sua morte foi devida à ferida do leão: "Eu tenho para mim, que ao cabo de corenta anos que depois viveo, se lhe afistulou (a perna), e da pouca virtude dela se lhe causou a morte" .